# Гришківка (Чугуївський район)
Гришкі́вка — село в Україні, у Зміївській міській громаді Чугуївського району Харківської області. Населення становить 7 осіб. До 2020 орган місцевого самоврядування — Соколівська сільська рада.

## Географія
Село Гришківка знаходиться в лісовому масиві - урочище Завилівка, біля витоків річки Велика Вилівка. За 2 км розташовані села Велетень, Дудківка і Таранівка. За 1 км проходять автомобільна дорога Т 2107 і залізниця, найближчі станції Шурине - 2 км, Спасів Скит - 2,5 км.

## Історія
12 червня 2020 року, відповідно до Розпорядження Кабінету Міністрів України  № 725-р «Про визначення адміністративних центрів та затвердження територій територіальних громад Харківської області», увійшло до складу Зміївської міської громади.
19 липня 2020 року, в результаті адміністративно-територіальної реформи та ліквідації Зміївського району, село увійшло до складу Чугуївського району Харківської області.

## Населення

### Мова
Розподіл населення за рідною мовою за даними перепису 2001 року:
| Мова       | Кількість | Відсоток |
| ---------- | --------- | -------- |
| українська | 6         | 85.71%   |
| російська  | 1         | 14.29%   |
| Усього     | 7         | 100%     |